# Sant Francesc d'Olot
Sant Francesc d'Olot és una obra del municipi d'Olot protegida com a bé cultural d'interès local.

## Descripció
Amb les lleis del Comte-duc d'Olivares, Catalunya entrà al segle xvii en una crisi econòmica profunda. Com a conseqüència d'aquests trasbals no es pot parlar a Olot d'una penetració arquitectònica del Barroc. Les construccions són escasses; es limiten pràcticament a la capella de Sant Francesc d'Assís al Montsacopa, a compte de l'apotecari Gabriel Nadal, guarit de la pesta de 1629-30, i al convent de caputxins fundat el 1627. Durant la primera meitat del segle xix, després de la Guerra de la Independència Espanyola, es reedifica la capella (any 1817). És una capella d'una sola nau, amb creuer que es pronuncia a l'exterior, cobert amb cúpula i campanar de torre. Els murs foren arrebossats. Annexes a la capella hi ha una masoveria.

## Història
Se'n conserva la següent cita del pioner de l'excursionisme Cèsar August Torras i Ferreri:
| «                                 | En el planell del cràter hi aixecaren els francesos, en 1814, a l'amparar-se d'Olot, el castell de Montsacopa, en el lloc que ocupaven fins aleshores tres capelles dedicades a Sant Francesch, al Sant Crist i a la Verge del Carme. A l'abandonar la població enderrocaren el castell. Aleshores fou quan se construí a l'actual capella del Sant Crist, alçada vora del cràter, en lo costat que mira a Olot... La capella, a la que precedeix un bon pati, és bastant capaç. El Sant Crist que s'hi venera és majestuós. En canvi, uns quadros que hi ha a les parets són molt dolents... | » |
| — Cèsar August Torras: pàg. 37-38 | |   |